# بلو مون بويز
بلو مون بويز (بالإنجليزية: The Blue Moon Boys)‏ هي فرقة تشكلت من المغني إلفيس بريسلي وعازف الجيتار سكوتي مور وعازف الباس بيل بلاك. غنى أعضاء المجموعة أول مرة أمام سام فيليبس مالك علامة صن ريكوردز في عام 1954، ثم انضم إليهم عازف الطبول دي جاي فونتانا خلال جولتهم في برنامج لويزيانا هيرايد في عام 1955.

## الخلفية
في 18 يوليو 1953، سجل ألفيس بريسلي أغنية واحدة في الاستوديو كهدية والدته في عيد ميلادها، بعنوان "My Happiness" لفريق إنك سبوتس، وسجل أغنية "That When Your Heartaches Begin" على الوجه الثاني. تم إخراج تسجيل بريسلي عن طريق سكرتيرة فيليبس، ماريون كيسكر، واحتفظت بتسجيل تجريبي ليسمعه لاحقا صاحب الاستوديو الغائب. اتصلت كيسكر ببريسلي ليحصل على موعد في الاستوديو بعد عام تقريبا، وعاد في 26 يونيو 1954،  لم يسجل فيليبس معظم ما تم غناؤه في الجلسة، إلا أنه أعجب ببريسلي وقدمه إلى عازف الجيتار سكوتي مور، الذي قدم بريسلي لاحقا إلى عازف الباس بيل بلاك.

## تسجيلات صن
في 5 يوليو 1954، توجه الثلاثي إلى استوديو صن لتقديم تسجيل معًا. قاموا بتسجيل أغاني "Harbour Lights" و «آي لاف يو بيكوز»، وأثناء الاستراحة قاموا بأداء نسخة مرتجلة من أغنية «ذاتس أول رايت» لمغني البلوز آرثر كرودوب، وأعجب فيليبس بأدائهم وطلب أن يغنوا مجددا ليسجلهم. شغل فيليبس التسجيل أمام منسق الأغاني ديوي فيليبس من محطة WHBQ الإذاعية، والذي عرض الأغنية على برنامجه في الليلة التي تلت، في 8 يوليو.
```
في 9 يوليو، سجل الثلاثي نسخة روكابيلي من أغنية «
بلو مون أوف كنتاكي
» لمغني البلوغراس 
بيل مونرو
، وتم وضعها على الوجه الثاني لأغنية «ذاتس أول رايت».
[
6
]
 تم إصدار الأغنية في 19 يوليو 1954، 
[
7
]
 وحققت نجاحا محليا في أركنساس وميسيسيبي ونيو أورلينز.
[
4
]
 وهي التي أتى منها اسم الفريق.
```

## العروض الحية
أصبح سكوتي مور مدير الفرقة، وقاموا بجولة في العديد من مدن الجنوب، وظل الأعضاء الثلاثة يعملون في وظائفهم العادية عندما لا يرحلون في الجولات. غنى بريسلي مع فرقة ستارلايت رانغلرز (فرقة مور) في نادي بون إير، ولم يكن استقبال الجمهور جيدا، وأدى هذا إلى عداوة بينه وبين الأعضاء الآخرين في المجموعة وترك المسرح، فركز كل من مور وبلاك أكثر على المجموعة.
ظهر فريق بلو مون بويز بشكل منتظم في نادي إيجلز نيست في ممفيس. حجز سام فيليبس فقرة لهم في برنامج غراند أول أوبري، ولكن لم يلقى استقبالا حسنا. اتصل فيليبس بعدها بالمنافس الرئيسي لأوبري، وهو برنامج لويزيانا هيرايد. ظهروا لأول مرة في 16 أكتوبر 1954. غنى بريسلي أغنية «ذاتس أول رايت» وأتبعها بالوجه الثاني من التسجيل «بلو مون أوف كنتاكي». لقي أداؤهم استحسان الجمهور ووقعوا عقدًا مدته عام واحد ليكونوا أعضاء رسميين في البرنامج، بينما وقع بريسلي أيضًا عقد إدارة جديد مع بوب نيل.
في 8 أغسطس، انضم دي جاي فونتانا إلى الفرقة كعازف طبول على أساس منتظم بعد أن كان يعزف معهم أحيانًا في لويزيزانا هيرايد وفي عدد من جولاتهم.
حدثت خلافات بين بوب نيل مع المدير كولونيل توم باركر، والذي حجز معظم فقرات عروض بريسلي، فقام بوب نيل بتسليم العقد إلى باركر الذي أصبح مدير بريسلي رسميا في 15 ديسمبر 1955.

## تسجيلات آر سي أيه والسنوات اللاحقة
في يناير 1956، وقع بريسلي عقدًا بقيمة 40,000 دولار مع شركة آر سي أيه للتسجيلات،  حيث سجل في 10 يناير 1956 ولأول مرة أغنيته الشهيرة "Heartbreak Hotel" للمغنية ماي أكستون. واصل فريق بلو مون بويز الظهور على تسجيلات بريسلي وكذلك في أفلام مثل Loving You. أول ظهور حي للفرقة منذ عودة بريسلي من خدمته في الجيش كانت في عام 1960، خلال حلقة خاصة من برنامج فرانك سيناترا. وكان آخر ظهور للفرقة خلال البرنامج التلفزيوني الخاص بعودة إلفيس عام 1968، ولكن دون مشاركة بيل بلاك الذي توفي في عام 1965 بسبب ورم في الدماغ. في عام 2007، تم إدخال الفريق في قاعة مشاهير ومتحف الموسيقيين في ناشفيل.